# Auel (Hennef)
Auel ist ein Ortsteil der Stadt Hennef (Sieg) im Rhein-Sieg-Kreis in Nordrhein-Westfalen.

## Lage
Der Weiler liegt in einer Höhe von 80 Metern über N.N. am Nordufer der Sieg in der Gemarkung Blankenberg. Nachbarorte sind Oberauel im Nordwesten, Berg im Norden und Bülgenauel im Osten. Auf der anderen Siegseite erhebt sich über den steilen Felsen der Hardt der Ortsteil Stadt Blankenberg mit seiner imposanten Burgruine.

## Geschichte
1910 gab es in Auel die Haushalte Ackerer Heinrich Becker, Ackerer Heinrich Beiert, Ackerin Katharina Broscheid, Bahnwärter und Ackerer Adolf Driesch, Tagelöhner Franz Hänscheid, Ackerin Witwe Gottfried Honrath, die Rottenarbeiter Franz Heinrich und Paul Jaeschke, Ackerin Witwe Heinrich Leßenich, Ackerer Johann Mücher, Tagelöhner Peter Josef Müller, Rottenarbeiter Karl Paffrath, Handelsmann und Ackergehilfe Peter Schuster, Rottenführer Peter Steinhauer, Briefträger Wilhelm Steinhauer, Tagelöhner Johann Walterscheid, Tagelöhner Wilhelm Wuddel, Ackerin Elisabeth Zimmermann und Ackerer Josef Zimmermann.
Bis 1934 gehörte Auel zur Gemeinde Blankenberg.

## Infrastruktur und Verkehrsanbindung
Auel liegt am Ende der von Oberauel kommenden Straße, die vor dem Ortseingang von der Siegstrecke gekreuzt wird und ab Ortsausgang als Fuß- und Radweg weiter nach Bülgenauel führt. An das Busnetz der Stadt Hennef ist Auel durch Linienbedarfsverkehr (AST-Verkehr) angebunden. Zusätzlich sind außerhalb der Schulferien auch spezielle Linien im Einsatz, um die Anbindung verschiedener Hennefer Schulen zu ermöglichen. Der nächstgelegene Bahnhof ist Blankenberg (Sieg) an der Siegstrecke.
Die nächstgelegene Grundschule befindet sich Happerschoß. Der Ort gehört heute zur Pfarrgemeinde Bödingen und hat keine eigene Kirche.

## Baudenkmäler

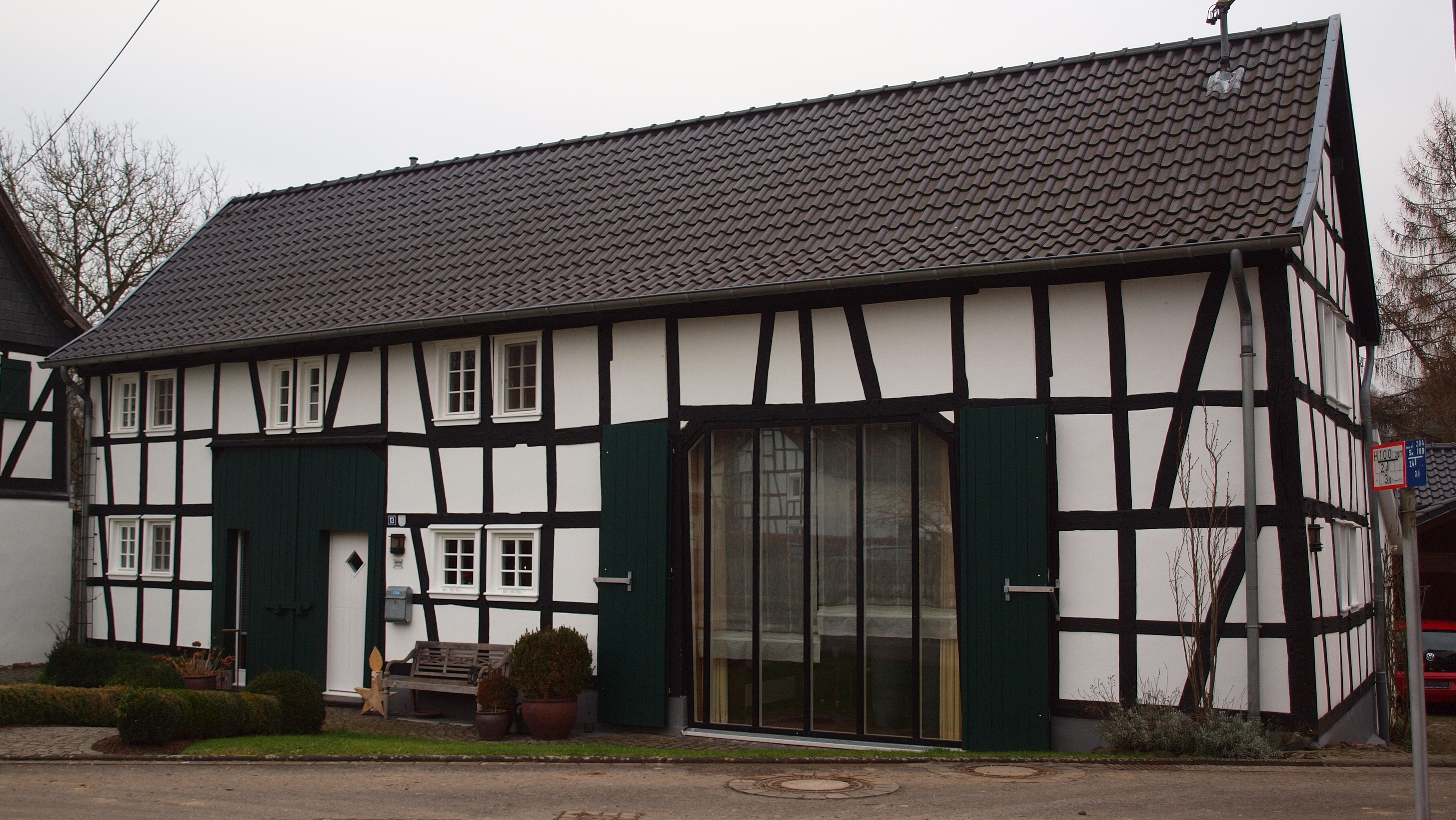
Ehemalige Fachwerkscheune, Im Auel 13 (2015)

Als Baudenkmal unter Denkmalschutz stehen in Auel vier Fachwerkhäuser und -scheunen sowie eine Wasserpumpe.